# Douglas, Arizona
Douglas är en stad (city) i Cochise County, i delstaten Arizona, USA. Enligt United States Census Bureau har staden en folkmängd på 17 551 invånare (2011) och en landarea på 25,9 km².